# Железничка станица Међурово
Железничка станица Међурово је једна од станица Нишког железничког чвора и пруге Ниш—Прешево. Налази се у насељу Доње Међурово у градској општини Палилула у граду Нишу. Пруга се наставља у једном смеру ка Белотинцу, у другом према Нишу и у трећем према Ниш–ранжирној. Железничка станица Међурово састоји се из 4 колосека.